# 이희적
이희적(李熙迪, 일본식 이름: 平居熙迪히라이 기테키, 1888년 8월 ~ ?)은 일제강점기의 관료 겸 법조인으로, 본적은 평안북도 신의주부 영정이다.

## 생애
1908년 태극학회와 서우학회 회원으로 활동했으며, 1909년부터 1910년까지 대한흥학회 회원과 간사, 출판부장을 역임했다. 1914년 일본 메이지 대학 법과를 졸업했으며, 1916년 1월 26일 조선총독부 재판소 서기 겸 통역생으로 선임되었다. 1918년 12월 16일 대구지방법원 경주지청 판사, 1919년 10월 28일 평양지방법원 신의주지청 판사로 각각 선임되었으며, 1922년 8월 17일 신의주지방법원 검사국에 변호사로 등록했다. 1923년 3월 조선민립대학기성회 발기인, 조선민립대학 신의주지부 집행위원회 위원장을 역임했다.
1925년 신의주금융조합 감사, 1926년 평안북도 신의주변호사회 부회장을 역임했으며, 1926년 11월 20일부터 1943년 5월까지 신의주부 부협의회원과 부회의원을 역임했다. 1931년 신의주금융조합 조합장, 1933년부터 1935년까지 신의주산업조합 조합장을 겸임했으며, 1934년 11월 20일 평안북도 관선 도회의원으로 선출되었다. 1936년 6월 3일부터 1939년 6월 2일까지 조선총독부 중추원 참의를 역임했으며, 1937년 4월 12일부터 1942년 2월 12일까지 신의주보호관찰심사회 위원을 역임했다.
1941년 8월 24일 조선총독부가 치안유지법 및 국방보안법 관련 지정변호사 제도를 제정할 때 국가 지정변호사으로 선정되기도 했지만, 1942년 1월 변호사 품위를 실추시켰다는 이유 때문에 정직 1년의 징계를 받기도 했다. 1941년 흥아보국단 준비위원, 조선임전보국단 발기인 및 평의원을 역임했으며, 1942년 6월 6일 일본적십자사로부터 유공장을 받았다. 1944년 신의주보호관찰심사회 예비위원, 평안북도상공경제회 설립위원을 역임했으며, 광복 이후인 1949년 8월 반민족행위특별조사위원회에 자수했다.
친일파 708인 명단의 중추원 부문과 기타 부문, 민족문제연구소의 친일인명사전 수록자 명단의 중추원 부문과 사법 부문, 친일반민족행위진상규명위원회가 발표한 친일반민족행위 705인 명단에 포함되었다.

## 참고자료
- 친일반민족행위진상규명위원회 (2009). 〈이희적〉. 《친일반민족행위진상규명 보고서 Ⅳ-14》. 서울. 906~927쪽.